# 마지팬

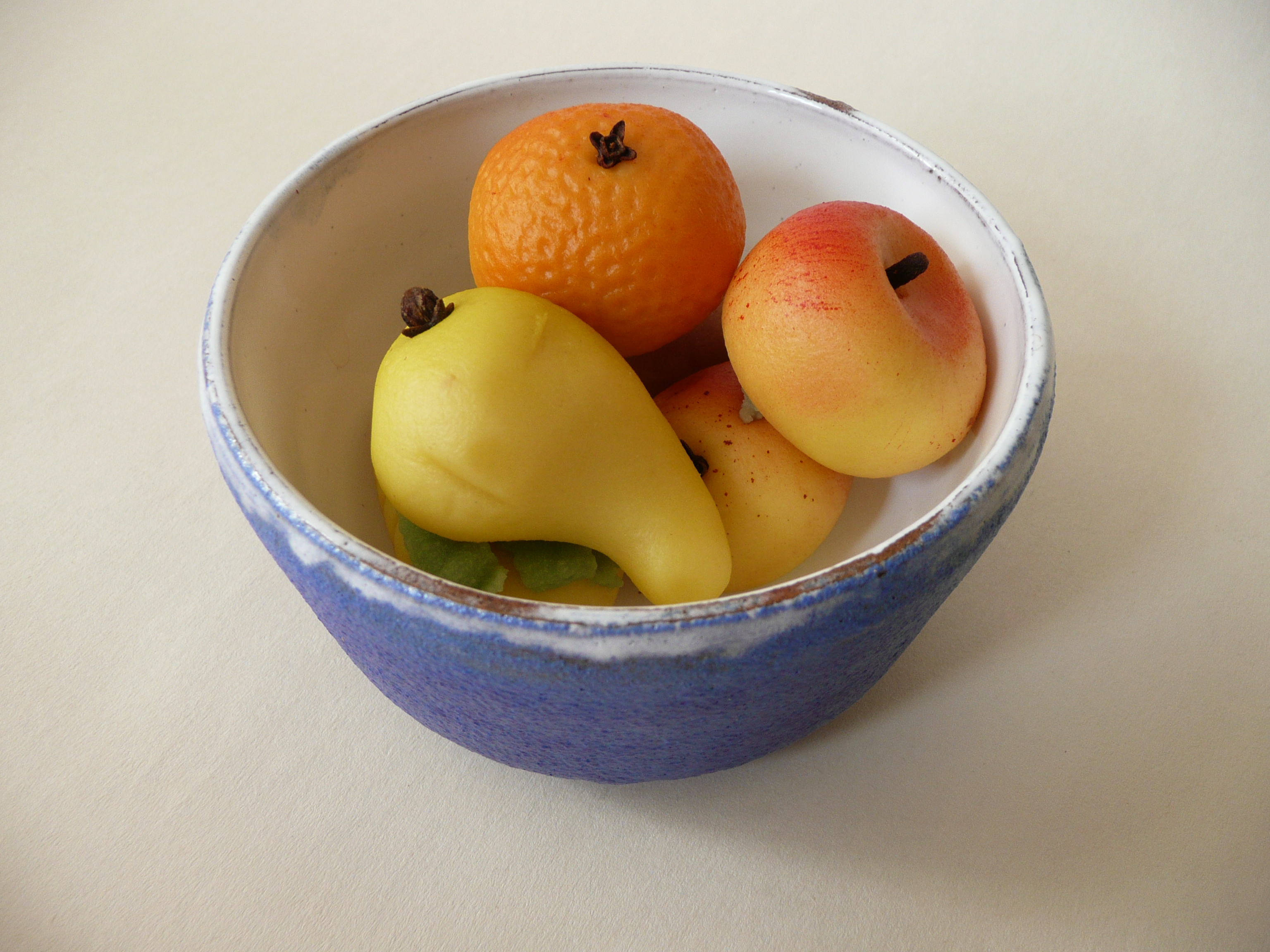
마지팬

마지팬(marzipan)은 으깬 아몬드나 아몬드 반죽, 설탕, 달걀 흰자로 만든 말랑말랑한 과자이다. 마지팬은 설탕과 아몬드 가루를 한데 버무린 반죽을 뜻하는데 설탕과 아몬드의 배합률에 따라 ‘공예용 마지팬’과 ‘부재료용 마지팬’(로마지팬)으로 구분된다. 설탕과 아몬드의 비율이 2:1인 것이 공예용 마지팬이고 반대로 그 비율이 1:2인 것이 부재료용 마지팬이다.

## 활용 제품
공예용 마지팬은 웨딩케이크 커버, 동물 모양 등 장식물 제조 등에 사용하고, 부재료용 마지팬은 양과자 반죽이나 초콜릿 제품 등에 사용된다.

## 같이 보기
- 카사타
- 프랑지판
- 할와

## 참고 문헌
- 레이 태너힐, 손경희 역, 《음식의 역사》, p.319, 우물이 있는 집, 공예와 고급 양과자의 완성, 마지팬 , KISTI 2000, 대한제과협회/베이커리